# Душники (Великопольське воєводство)
Душники (пол. Duszniki) — село в Польщі, у гміні Душники Шамотульського повіту Великопольського воєводства.
Населення — 2443 особи (2011).
У 1975-1998 роках село належало до Познанського воєводства.

## Демографія
Демографічна структура станом на 31 березня 2011 року:
|          | Загалом | Допрацездатний вік | Працездатний вік | Постпрацездатний вік |
| -------- | ------- | ------------------ | ---------------- | -------------------- |
| Чоловіки | 1222    | 281                | 839              | 102                  |
| Жінки    | 1221    | 254                | 719              | 248                  |
| Разом    | 2443    | 535                | 1558             | 350                  |